# 烏克蘭鳥類列表
- 這是在烏克蘭境內有記錄的鳥類列表。烏克蘭的鳥類共有450種，其中3種是人類引進的。27個物種受到全球威脅。

該列表的分類處理（目、科和物種的名稱和順序）和命名法（常用名和學名）遵循克萊門茨世界鳥類清單2021年版的慣例。每個標題開頭的家庭帳戶反映了這種分類，每個家庭帳戶中的物種計數也是如此。引進的和偶然的物種包括在烏克蘭的總數中。
以下標籤已用於突出顯示幾個類別。常見的本地物種不屬於這些類別中的任何一個。
(A)偶然的——在烏克蘭很少或偶然出現的物種
(I)引進- 作為人類活動的直接或間接後果引進烏克蘭的物種

## 鴨子、鵝和水禽
目: Anseriformes科: Anatidae   
鴨科包括鴨子和大多數像鴨子一樣的水禽，例如鵝和天鵝。這些鳥適應水生生活，有蹼足、扁平的喙和羽毛，由於塗有油性塗層，它們在排水方面表現出色。
雪雁，灰雁(A)
灰鵝, Anser anser
大白額鵝
小白額鵝
針葉鵝_
粉足鵝，Anser brachyrhynchus (A)
布蘭特, Branta bernicla (A)
藤壺鵝，Branta leucopsis (A)
紅胸雁
疣鼻天鵝
苔原天鵝_
大天鵝_
埃及鵝，Alopochen aegyptiaca (A)
紅毛鴨_
普通雪鴨
木鴨,艾克斯 sponsa (I)
貝加爾湖水鴨, Sibirionetta formosa (A)
Garganey ,抹刀querquedula
北鏟_
蒺藜_ _
歐亞鷓鴣_
野鴨_ _
北針尾鴨
綠翅野鴨
紅冠潛鴨
普通潛鴨
鐵皮鴨_
簇絨鴨_
更大的scaup，Aythya marila
絨毛鴨_
丑角鴨, Histrionicus histrionicus (A)
Velvet scoter , Melanitta fusca
常見的 scoter , Melanitta nigra (A)
長尾鴨_
常見的金眼魚
鯰魚_
秋沙鴨
紅胸秋沙鴨
白頭鴨, Oxyura leucocephala (A)